# Territorio insular Francisco de Miranda
El territorio insular Francisco de Miranda (o bien, territorio insular Miranda) es una división administrativa de las dependencias federales de Venezuela (la primera creada con el rango de territorio insular) que integra el sector central de las mismas (archipiélagos de Los Roques, La Orchila y Las Aves). Fue creado por ley especial en el año 2011.

## Islas integrantes

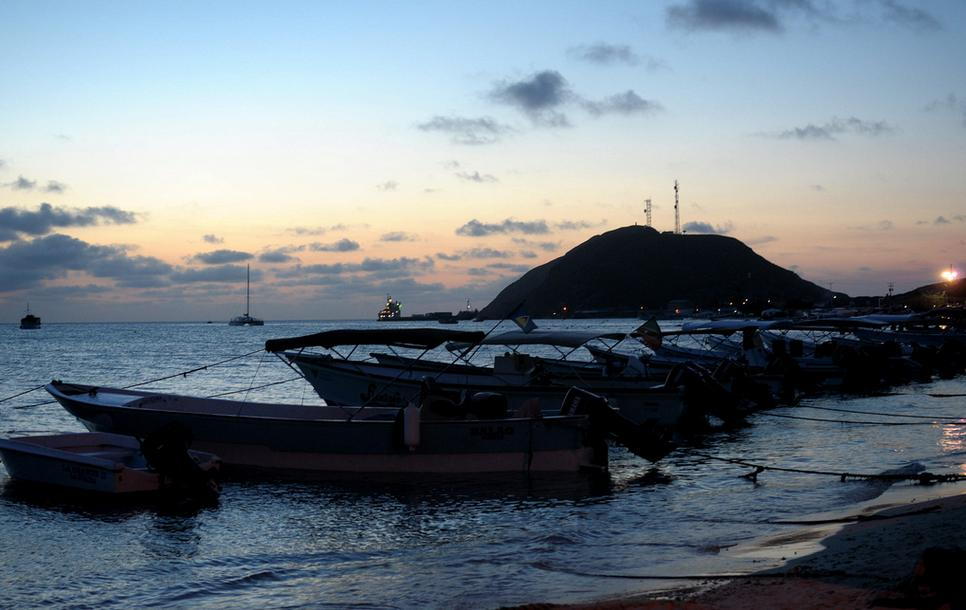
Gran Roque es la isla más poblada del Territorio Insular Francisco de Miranda.

| Mapa Político Administrativo del Territorio Insular Miranda sobre la base de numeración de la tabla de islas |                                         |                |           | |                                   |
| Nr. | Isla o Grupo                            | Superficie km² | Población | Islas Integrantes | Coordenadas                       |
| Dentro de la Plataforma Continental                                                                          |                                         |                |           | |                                   |
| 1 | Archipiélago Las Aves                   | 3,35           | -         | Isla Aves de Barlovento - Isla Tesoro - Cayo Bubi - Cayo de Las Bobas - Isla Aves de Sotavento - Isla Larga - Cayo Tirra - Isla Saquisaqui - Cayos de La Colonia - Isla Maceta - Cayo Sterna                                     | 12°00′N 67°40′O / 12.000, -67.667 |
| 2 | Archipiélago Los Roques                 | 40,61          | 1 143     | Gran Roque - Francisquí - Isla Larga - Nordisquí - Madrisquí - Crasquí - Dos Mosquises - Cayo Sal - Cayo Nube Verde - Cayo Grande - Noronquí - Espenquí - Carenero - Selesquí - Bequevé - Cayo de Agua - Cayo Grande Entre otros | 11°51′N 66°45′O / 11.850, -66.750 |
| 3 | Isla La Orchila                         | 40             | -         | Isla La Orchila - Cayo Agua - Cayo Sal - Cayo Los Holandeses- Cayo Noreste | 11°47′N 66°10′O / 11.783, -66.167 |
| | Territorio Insular Francisco de Miranda | 83,96          | 1 143     | |                                   |

## Historia
Los tres archipiélagos fueron parte del territorio federal Colón entre 1871 y 1908 y han formado parte de las dependencias federales desde su creación en la década de 1930, en 1990 se creó una autoridad única de área para Los Roques, previamente se habían realizado varios intentos para reorganizar las dependencias federales islas de Venezuela en su mayoría en el mar Caribe, no fue sino hasta la promulgación de una nueva ley orgánica de las dependencias federales y territorios insulares en 2011 donde se posibilitó su creación.
La nueva ley estableció la capacidad del poder ejecutivo nacional para crear territorios insulares agrupando islas de las dependencias federales.
El 15 de octubre de 2011 el gobierno de Venezuela emitió un decreto con rango, valor y fuerza de ley orgánica que creó una nueva legislación para las dependencias federales, y que estableció la aparición de figuras jurídicas nuevas como los jefes de gobierno y los territorios insulares. El 27 de octubre la ley fue avalada por el Tribunal supremo de Justicia y fue publicada en la Gaceta Oficial 39.787.

## Geografía
El territorio insular Francisco de Miranda está formado por tres grupos de islas, el archipiélago Las Aves al este de la isla neerlandesa de Bonaire, al norte de la costa del estado Aragua y que es básicamente formada por un complejo de arrecifes (atolones) conocidos como Aves de Sotavento y Aves de Barlovento (no debe confundirse con la isla de Aves mucho más al norte, cerca de Dominica) con 8 islas mayores y 12 islas o cayos menores con una altura máxima de 16 metros sobre el nivel del mar.
El archipiélago Los Roques, entre las Aves y La Orchila y al norte del estado Vargas (La Guaira), donde se concentra la mayoría de la población, parque nacional desde 1972 y donde esta la capital del territorio (Gran Roque) también un complejo de arrecifes con al menos 42 islotes o cayos, 250 bancos de arena y con una altura máxima de 120 metros sobre el nivel del mar. 
Y finalmente el archipiélago de La Orchila a veces conocido simplemente con isla La Orchila una serie de islas de formaciones arrecifales donde se encuentra un base de la Armada y el ejército de Venezuela conformada por una isla principal y 6 cayos o islotes más pequeños al este de Los Roques y al norte del estado Vargas.

## Política y gobierno
El territorio se rige por la ley Orgánica de las Dependencias Federales y Territorios insulares de 2011 y por lo establecido en la Constitución de Venezuela de 1999 que establece que todo lo relativo a la organización de las dependencias federales y el distrito Capital es competencia del poder ejecutivo nacional.

Artículo 156. Es de la competencia del Poder Público Nacional:

10. La organización y régimen del Distrito Capital y de las dependencias federales.

El territorio es gobernado por un jefe de gobierno que es un funcionario de libre nombramiento y remoción designado directamente por el presidente de Venezuela, de forma similar al jefe de gobierno del distrito Capital o a un ministro de su gabinete ejecutivo, su duración en el cargo depende de que mantenga o no la confianza del jefe de Estado. A diferencia de los estados o municipios no posee autonomía sino que es administrada directamente por el gobierno central. Su capital es la localidad de Gran Roque.

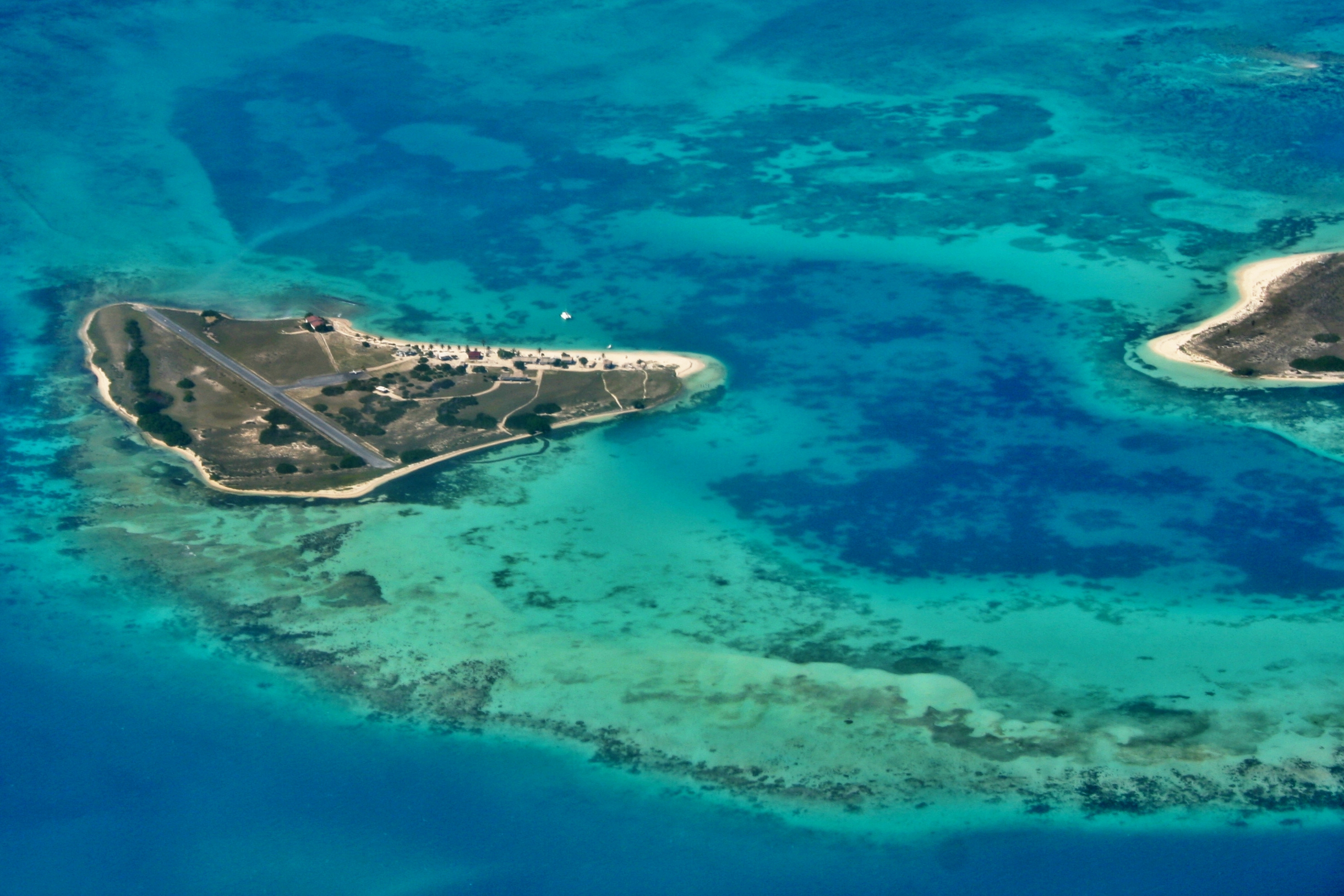
Cayos Dos Mosquises Sur (izquierda) y Norte (derecha), en el Territorio Insular Miranda.

| Período             | Jefe de gobierno                             |
| ------------------- | -------------------------------------------- |
| 2011 - 2014         | Almirante Armando Laguna Laguna              |
| 2014 - 2015         | Almirante Gilberto Amílcar Pinto Blanco      |
| 2015 - 2017         | Almirante Jairo Avendaño Quintero            |
| 2017 - 2019         | Lic. Stella Lugo                             |
| 2019 - 2020         | Lic. Félix Plasencia                         |
| 2020 - 2020         | Almirante Giuseppe Alessandrello Cimadevilla |
| 2020 - 2023         | Almirante Eladio Jimémez Rattia              |
| 2023 - en funciones | Contralmirante Anibal Coronado               |

## Demografía
Según el censo de 2001 solo los Roques posee población permanente alcanzando los 1 143 habitantes, concentrados en su mayoría en la localidad de Gran Roque, en la isla del mismo nombre. En la Orchila solo existe personal militar y en Las Aves existen solo rancherías de pescadores temporales y un pequeño destacamento militar.